# Politically Inept, with Homer Simpson
«Politically Inept, with Homer Simpson» (с англ. — «Политические неумехи с Гомером Симпсоном») — десятый эпизод двадцать третьего сезона мультсериала «Симпсоны», который вышел на телеканале «FOX» 8 января 2012 года.

## Сюжет
После серии унизительных процедур регистрации Симпсоны садятся в самолёт Air Springfield, чтобы отправиться на свадьбу родственника в Монтану. Пилот сообщает, что из-за непредвиденного побега из тюрьмы рейс откладывается. Он говорит путешественникам, что, поскольку самолёт все еще находится на земле, он отключит систему вентиляции. Однако всем этническим пассажирам на борту по-прежнему разрешается есть свою странно пахнущую пищу, и через несколько часов остальные пассажиры почувствуют себя плохо. Пилот ещё раз объявляет, что самолет выруливает обратно к выходу на посадку и остается там в течение неизвестного времени, и что пассажиры не могут выйти.
Когда Гомеру запрещено пользоваться туалетом, его нервы не выдерживают, и он разглагольствует об ужасном обращении авиакомпании со своими пассажирами. Барт записывает видео, на котором Гомер выходит из себя, а затем сбегает из самолета через крыло. Он выкладывает ее на YouTube, и она быстро становится популярной.
Гомера приглашают высказать свое мнение в популярном кабельном новостном шоу под названием «Head Butt», ведущий которого Нэш Кастор и комментатор Адриатика Вел Джонсон утверждают, что о нём скоро забудут. Однако Гомер произносит убедительную тираду, в которой он говорит зрителям, что в отличие от телевизионных болтунов, таких как Нэш и Адриатика, он говорит от имени обычного человека. Когда шоу заканчивается, руководители кабельной сети показывают Гомеру его собственное телешоу под названием «Gut Check с Гомером Симпсоном», где он представляет смесь популистских и консервативных идей. Во время одной из серий он поливает стейк в форме Америки «соусом свободы», используя соус как метафору того, что делает страну великой. Затем он призывает своих зрителей «сесть в лодку», чтобы протестовать против плохих вещей в обществе, и надевает на голову соусник. Это приносит Гомеру огромную поддержку среди средних американцев, и вскоре «движение соусов» становится популярным по всей стране.
Когда республиканцы выбирают Гомера для выбора своего кандидата на следующих президентских выборах, его отсутствие интереса к нынешним кандидатам приводит к тому, что он выбирает Теда Ньюджента. Он приглашает Ньюджента в гости к дому Симпсонов, где Лиза жалуется, что Гомер сделал неправильный выбор, так как Наджент «не в своем уме».
Позже в тот же день Гомер видит сон, в котором Джеймс Мэдисон показывает ему, как прошлые американские президенты стыдятся Гомера. Проснувшись, он говорит Лизе, что передумал поддерживать Ньюджента на посту президента. Затем он видит брошюру на ее комоде с мужчиной, изображающим из себя президента и предлагающим помощь с фальшивыми снами. Гомер понимает, что семья подделала его сон, чтобы убедить его не поддерживать Ньюджента.
В результате он сердито решает выступить на телевидении и выразить свою поддержку Ньюдженту. Однако, когда он пытается раскрыть свою способность плакать каждый раз, когда он обсуждает что-либо по телевидению, он обнаруживает, что не может вызвать эти эмоции, потому что он не верит в то, что говорит. Гомер объявляет по телевидению, что он «хуже навоза», и примиряется с Лизой. В результате Ньюджент лишается должности кандидата в президенты от республиканцев.

## Культурные отсылки
- Момент, когда Гомер заканчивает свою речь фразой «Доброй ночи и хорошей подливки», является отсылкой к фильму «Доброй ночи и удачи».
- Движение, основанное Гомером — сатира на «Движение чаепития».